# August Heinrich Hoffmann von Fallersleben
August Heinrich Hoffmann, známý pod jménem Hoffmann von Fallersleben (2. dubna 1798 – 19. ledna 1874) byl německý básník, sběratel a redaktor. Aby se odlišil od ostatních nositelů společného příjmení Hoffmann, přijal jméno von Fallersleben jako dodatek.

## Význam
Je znám především jako autor textu německé národní hymny, jímž je třetí sloka jeho básně Das Lied der Deutschen (Píseň Němců) a jako autor řady populárních dětských písní. Jako germanista podstatně přispěl k ustavení germanistiky jako samostatné vědecké disciplíny. Kromě toho napsal četné populární dětské písně.
Další díla:
- Abend wird es wieder
- Kuckuck, Kuckuck, ruft’s aus dem Wald
- Wer hat die schönsten Schäfchen
- Zwischen Frankreich und dem Böhmerwald

## Fotogalerie

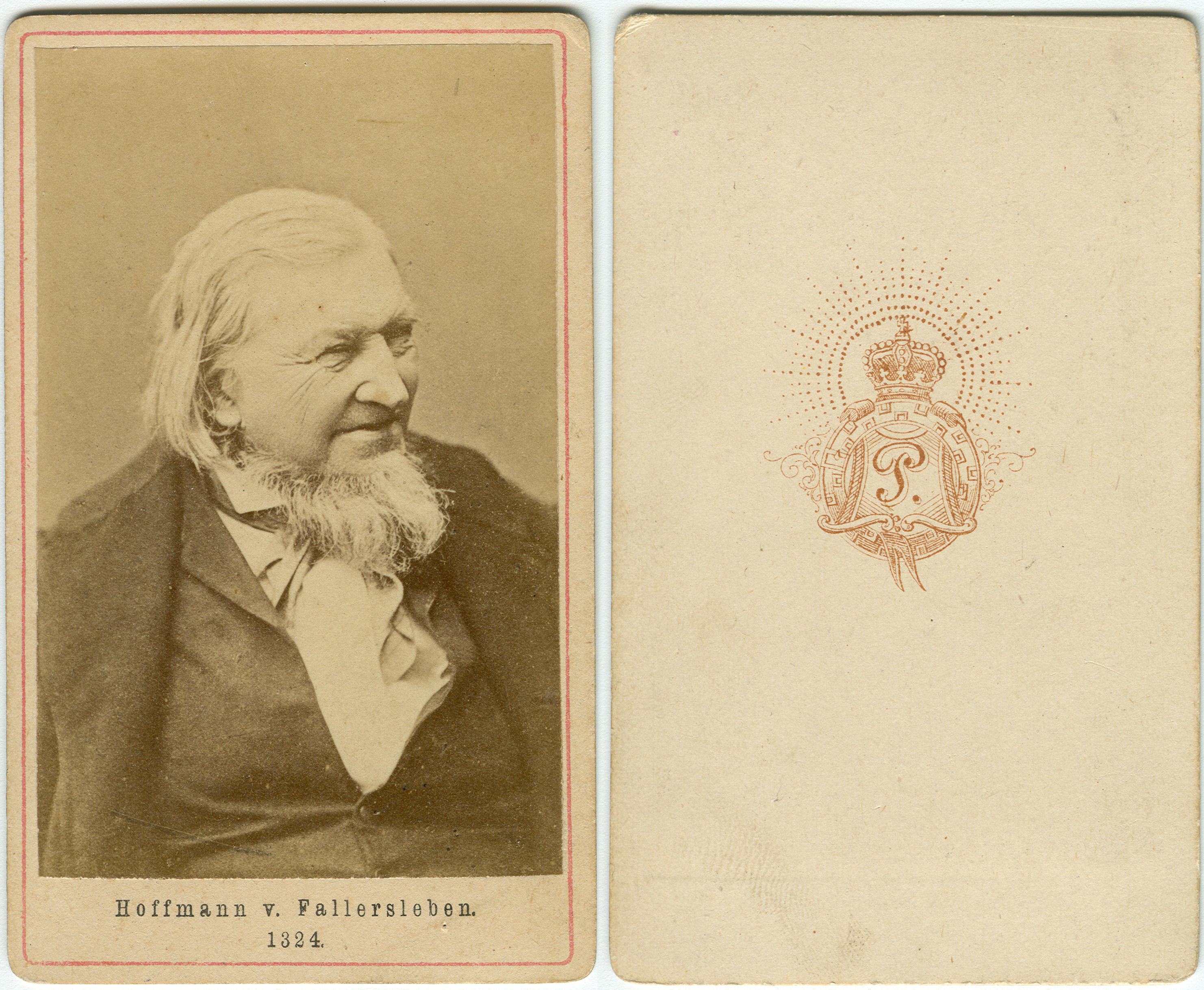
Hoffman von Fallersleben
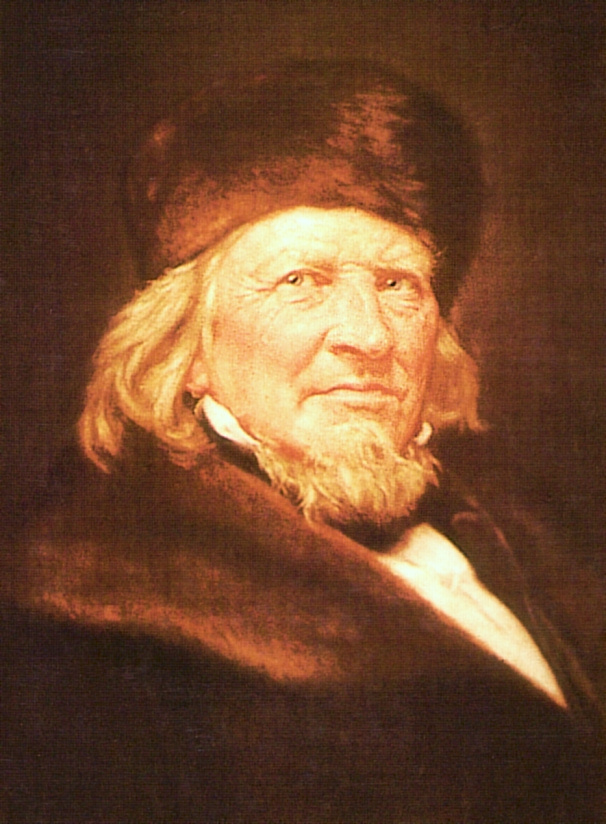
Hoffman von Fallersleben
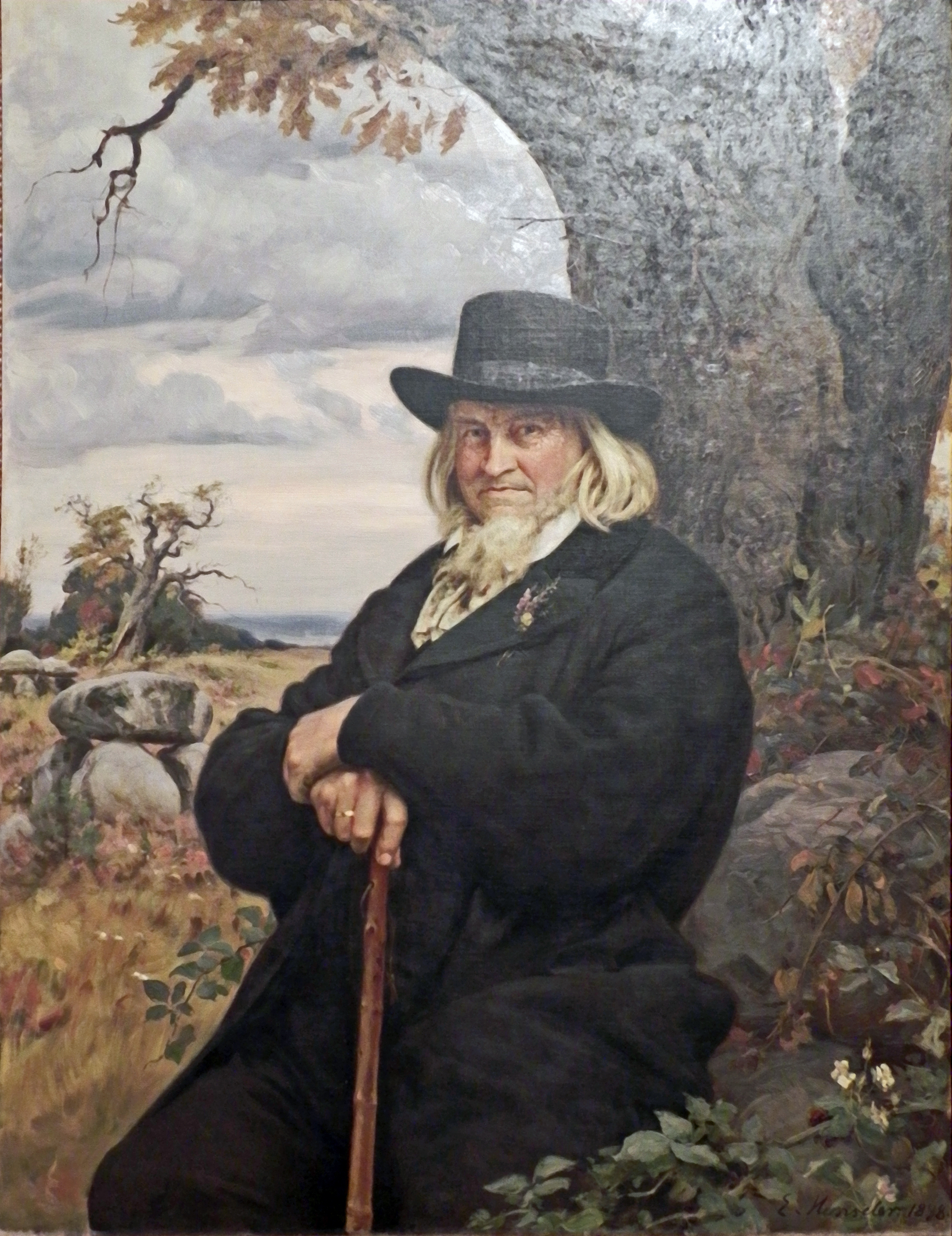
Hoffman von Fallersleben
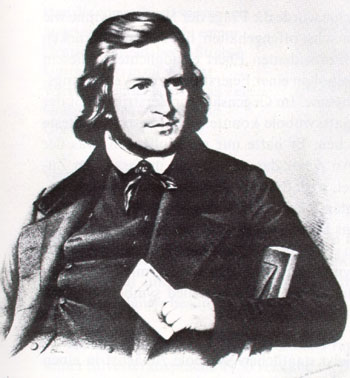
Hoffman von Fallersleben
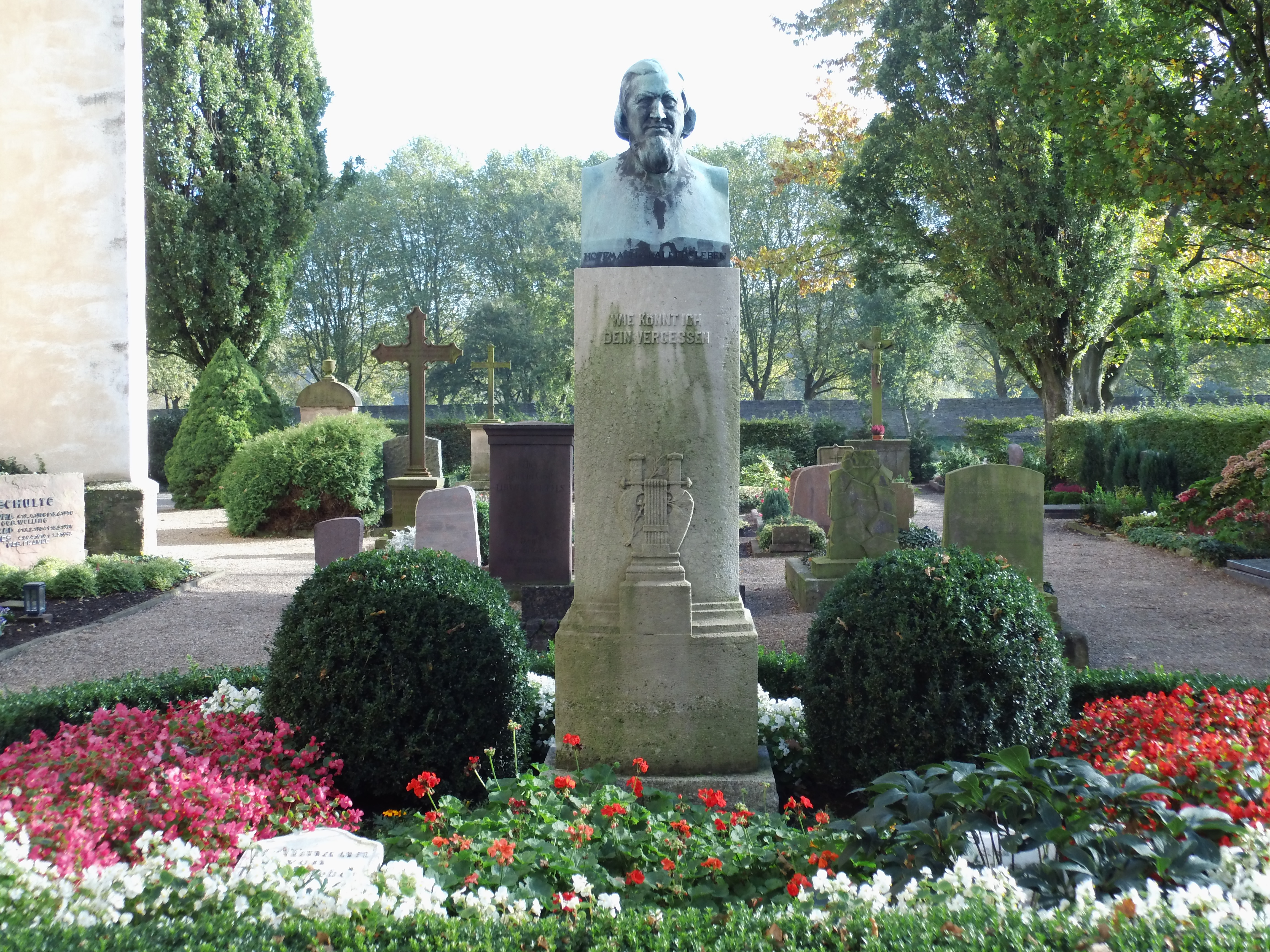
Hrob v Corvey ('Pfarrkirche St. Stephanus und Vitus, Höxter')